# حشره‌خوار پنجه‌پهن گلدمن
 حشره‌خوار پنجه‌پهن گلدمن (نام علمی: Cryptotis goldmani) نام یک گونه از سرده حشره‌خوار گوش‌کوچک است.